# Megalosporaceae
Megalosporaceae är en familj av lavar. Megalosporaceae ingår i ordningen Teloschistales, klassen Lecanoromycetes, divisionen sporsäcksvampar och riket svampar.
|                 | Teloschistaceae               |
|                 |                               |
|                 | Physciaceae                   |
|                 |                               |
| Megalosporaceae | \| \| Megalospora \| \| \| \| |
|                 | \| \| Megalospora \| \| \| \| |
|                 | Letrouitiaceae                |
|                 |                               |
|                 | Ropalosporaceae               |
|                 |                               |
|                 | Caliciaceae                   |
|                 |                               |
|                 | Microcaliciaceae              |
|                 |                               |
|                 | Megalospora                   |
|                 |                               |

|  | Megalospora |
|  |             |